# Bellmund
Bellmund (Bernduits: Bäumung; Frans (verouderd): Belmont) is een gemeente en plaats in het Zwitserse kanton Bern, en maakt deel uit van het district Biel/Bienne.
Bellmund telt 1.582 inwoners.